# Lipnica Gornja
Lipnica Gornja je naseljeno mjesto u sastavu općine Tuzla, Federacija Bosne i Hercegovine, BiH.

## Mreže aktivnih zajednica
Najveći resurs mjesne zajednice je Kuća solidarnosti.

## Uprava
Infrastrukturno Gornjoj Lipnici pripadaju naselja Tisovac i Trstje, ali pripadaju župi Breške.
Vodoopskrbna infrastruktura Lipnice Gornje ni polovicom 2016. nije bila u potpunosti riješena.
Lipnica Gornja je mjesna zajednica u Općini Tuzli. Spada u ruralno područje općine Tuzle. U njoj je 31. prosinca 2006. godine prema statističkim procjenama živjelo 1.509 stanovnika u 461 domaćinstvu.

## Stanovništvo
| Lipnica Gornja     |       |       |       |       |
| godina popisa      | 1991. | 1981. | 1971. | 1961. |
| Hrvati             | 731   | 920   | 670   | 687   |
| Srbi               | 7     | 3     | 2     | 19    |
| Muslimani          | 832   | 830   | 510   | 220   |
| Slovenci           |       | 4     |       |       |
| Makedonci          |       |       |       | 1     |
| Jugoslaveni        | 258   | 13    |       | 75    |
| ostali i nepoznato | 134   | 14    | 4     | 6     |
| ukupno             | 1962  | 1784  | 1186  | 1008  |